# Alan Bates
Alan Bates, född 17 februari 1934 i Allestree, Derbyshire, död 27 december 2003 i London, var en brittisk skådespelare.
Efter att ha tjänstgjort inom brittiska flygvapnet gjorde han scendebut 1955. Filmdebuten skedde 1960 i Glädjespridaren. Han betraktades som en av Englands främsta aktörer med sin nyansrika och mjuka spelstil. Bates spelade ofta roller som tankfulla tuffingar med ett gott hjärta innerst inne. Han nominerades 1969 för en Oscar för sin roll i filmen Fixaren (1968).
Han gifte sig 1970 med fotomodellen Victoria Ward. Paret fick tvillingsöner, varav den ene avled i ett astmaanfall 1990, endast 18 år gammal. Hustrun avled 1992.

## Filmografi i urval
- 1960 – Glädjespridaren
- 1961 – Oskyldiga ögon
- 1962 – Att älska så
- 1963 – Vicevärden
- 1964 – Zorba
- 1966 – Georgy - en ploygirl
- 1966 – Kungen kommer tillbaka
- 1967 – Fjärran från vimlets yra
- 1968 – Fixaren
- 1969 – När kvinnor älskar
- 1971 – Budbäraren
- 1975 – Familjefesten
- 1977 – En fri kvinna
- 1978 – The Mayor of Casterbridge (miniserie)
- 1979 – The Rose
- 1983 – ... trots allt en äkta gentleman
- 1983 – Separate Tables (TV-film)
- 1987 – An Englishman Abroad (TV-film)
- 1987 – Mördande lögner
- 1987 – Duet for One
- 1987 – Tystat vittne
- 1990 – Hamlet
- 1994 - Hard Times (miniserie)
- 1999 – The Cherry Orchard
- 2000 – Prinsen och tiggarpojken (TV-film)
- 2000 – Arabian Nights (TV-film)
- 2001 – Gosford Park
- 2002 – The Mothman Prophecies
- 2002 – The Sum of All Fears
- 2002 – Salem Witch Trials (TV-film)
- 2003 – The Statement
- 2003 – Hollywood North